# 前田綾香
前田 綾香（まえだ あやか、1988年10月25日 - ）は、日本の女性声優、ナレーター。兵庫県出身。青二プロダクション所属。

## 経歴
関西学院大学社会学部社会学科卒業。
青二塾大阪校26期卒業。同期入社者に阿座上洋平、藤井ゆきよ、劉セイラ、金本涼輔、小川慎太郎がいる。

## 人物
趣味として読書、映画鑑賞、カラオケをそれぞれ挙げている。特技としてピアノ演奏、料理、手芸をそれぞれ挙げている。
毛筆書写技能検定2級、硬筆書写技能検定2級、珠算検定1級、原付免許をそれぞれ持つ。

## 出演

### テレビアニメ
2012年
- スマイルプリキュア!（おばちゃん）
- 聖闘士星矢Ω（女A、女の子、女子、女）
- 戦国コレクション（模範囚2）
- 探検ドリランド（お付き）
- BRAVE10（母親、巫女Z、令嬢）

2013年
- うっかりペネロペ 第3シリーズ（タータ）
- たまゆら～もあぐれっしぶ～（審判）
- 探検ドリランド -1000年の真宝-（ジュエル）
- ちびまる子ちゃん（2013年 - 2024年、店員2、女性キャスター・知美、人形の声、圭子の母、三宅さん 他）

2014年
- 金色のコルダ Blue♪Sky（評論家、女子部員、女の子、女子、女子生徒）
- くつだる。（2014年 - 2015年、だるだるくつしたの母、きっちり隊B、フタミ、シーン霊）
- ディスク・ウォーズ:アベンジャーズ（女性秘書、ガイド）
- ドラえもん（テレビ朝日版第2期）（おばさん）
- ドラゴンボール改（女）
- ワールドトリガー（遠征隊員オペレーター）

2015年
- 俺物語!!（看護師A）

2022年
- デジモンゴーストゲーム（チョロ）

### Webアニメ
- 美少女戦士セーラームーンCrystal（2014年、主婦、女性）

### ゲーム
2012年
- 新・剣と魔法と学園モノ。刻の学園（リットン）
- 真・三國無双6 Empires（エディット女・姑娘）

2013年
- マブラヴ オルタネイティヴ トータル・イクリプス

2015年
- 影牢 〜もう1人のプリンセス〜（アリシア）
- トイズドライブ（榎木津レイナ）

2016年
- 戦国無双 〜真田丸〜（村松殿）

2019年
- ゴエティアクロス（2019年 - 2021年、フォカロル、ベリト）

2024年
- ORE'N（2024年 - 2025年、大蛇使いコピル / 猫祟神使いコピル / 縁切コピル、妖狐タマモ、バイパー、赤のプリンセス）

### ナレーション
- ナツメ・道楽（2012年10月 - 2013年3月、テレビ朝日）
- 高校生TV（2015年7月26日、BSスカパー!）
- 日曜ファミリア 伝説の瞬間発掘ファイル〜アニメ編〜（2016年7月10日、フジテレビ）
- アジア・ミュージック・ネットワーク（PRナレーション、NHK BS1）
- ロッピングセレクション（テレビ朝日）
- 爆笑プラスワンショー（テレビ朝日）
- さし旅（NHK）
- 世界まる見え!テレビ特捜部（日本テレビ）
- ロッピングセレクション（テレビ朝日）
- ざっくりハイタッチ（コーナーナレーション、テレビ東京）
- 荒川静香 フレンズHEART（日テレプラス）
- モンスターロック（コーナーナレーション、スペースシャワーTV）
- 君たちナイスカポー〜SEX鑑定団〜（LaLa TV）
- スカパー!・番組宣伝
- スーパーJチャンネル 土曜・日曜（2019年 - 、テレビ朝日）